# بلاك وولف (ويسكونسن)
بلاك وولف (بالإنجليزية: Black Wolf, Wisconsin)‏ هي بلدة تقع بولاية ويسكونسن في الولايات المتحدة. تبلغ مساحتها 108 (كم²)، وترتفع عن سطح البحر 228 م، بلغ عدد سكانها 2410 نسمة في عام 2010 حسب إحصاء مكتب تعداد الولايات المتحدة وتصل الكثافة السكانية فيها 60.1 نسمة/كم2.

## وصلات خارجية
- www.townofblackwolf.com
- The US50 - Cities and Towns in Wisconsin State
- Wisconsin Cities and Towns, Facts, Map, Flag, Colleges, Government, and More